# Сафиуллин, Марат Рашитович
Мара́т Раши́тович Сафиу́ллин (род. 24 сентября 1970 года, Казань) — российский экономист, доктор экономических наук, заслуженный экономист Республики Татарстан, действительный член и вице-президент Академии наук РТ, бывший министр экономики РТ.

## Биография
В 1991 году окончил Казанский государственный финансово-экономический институт, после окончания начал преподавать в институте: сначала ассистентом на кафедре «Экономики производства и маркетинга», в 1992 году стал доцентом и старшим преподавателем кафедры, с 1998 по 2007 год возглавлял кафедру «Общего менеджмента». В 1999 году стал руководителем модуля «Управление организацией» программы MBA, совместно осуществляемой французским ESIDEC и российскими СПбГУЭФ и КГФЭИ.
В 1992 году защитил кандидатскую диссертацию на тему «Прогнозирование и управление занятостью на предприятии в условиях перехода к рынку», а в 1995 году защитил докторскую диссертацию на тему «Методология стратегического управления экономической системой при помощи инвестиций и занятости (на примере Республики Татарстан)», став на тот момент самым молодым доктором наук России.
Свою научную и преподавательскую работу совмещал с государственной службой: с 1991 по 1997 год был советником министра внешних экономических связей РТ, с 1997 по 2002 год был секретарем Комиссии по ценным бумагам и фондовому рынку при Кабинете Министров Республики Татарстан. В 1997—1998 годах был заместителем председателя финансового комитета Совета директоров ОАО «КамАЗ». В мае 2003 года получил должность Государственного советника при Президенте РТ по социально-экономическим вопросам, в ноябре 2006 года — Государственного советника при Президенте РТ по экономическим вопросам, а 11 июля 2007 года был назначен на должность министра экономики Республики Татарстан.
В 2007 году вошел в состав Академии наук Татарстана, став её самым молодым академиком. В июле 2010 года покинул пост министра экономики и возглавил Центр перспективных экономических исследований при Академии наук Татарстана, в сентябре 2010 года был назначен на пост проректора по вопросам экономического и стратегического развития Казанского федерального университета.
В ночь с 22 на 23 февраля 2013 года в Казани сотрудники полиции устроили погоню за автомобилем Марата Рашитовича, поскольку водитель не подчинился законному требованию инспектора ДПС. В результате преследования сотрудники ГИБДД догнали машину с нарушителем, но однако выходить водитель не стал, а заперся в салоне и уснул. Проспав по меньшей мере восемь часов, Марат Рашитович вновь попытался скрыться от полиции, но инспекторы его снова догнали и произвели задержание. Полицейские были сильно удивлены, когда задержанный оказался проректором Казанского федерального университета Маратом Сафиуллиным.
В ходе дознания по горячим следам выяснилось, что водителем с признаками сильного алкогольного опьянения действительно оказался директором Центра перспективных экономических исследований при Академии наук РТ, проректор по вопросам экономического и стратегического развития Казанского (Приволжского) федерального университета Марат Сафиуллин.
В 2019 году Марата Сафиуллина публично обвинен в нарушении научной этики. По мнению экспертов Российской Академии Наук, он был уличен в участии в защитах диссертаций с некорректными заимствованиями-плагиатом, кроме того был уличен в публикации 31 статьи в «мусорных» журналах.
В докладе специалистов Российской Академии Наук был приведен список журналов, где опубликовал свои статьи Сафиуллин М. Р., в числе которых оказались такие мусорные журналы как, Middle East Journal of Scientific Research, World Applied Sciences Journal, Asian Social Science, Mediterranean Journal of Social Sciences, Journal of Economics and Economic Education Research, International Business Management, Academy of Marketing Studies Journal, Journal of Social Sciences Research, International Journal of Civil Engineering and Technology. Все эти журналы были исключены из наукометрической базы SCOPUS.

## Награды и достижения
- золотая медаль «За достигнутые успехи в развитии науки и техники»;
- медаль «В память 1000-летия Казани»;
- почетный диплом Академии наук СССР;
- два диплома 1-й степени ЮНЕСКО и Государственного комитета СССР по образованию, и другие.